# Hibiscus panduriformis
Hibiscus panduriformis Burm.f è un arbusto appartenente alla famiglia delle Malvacee, originario di Africa subsahariana, Madagascar, Yemen e Asia tropicale.

## Etimologia
Il nome del genere, Hibiscus, deriva della parola greca βίσκος ( hibískos ), nome che diede Dioscoride (a.C. 40-90) all'Althaea officinalis, mentre l'epiteto specifico panduriformis significa "a forma di violino", probabilmente riferito alla forma delle foglie.

## Descrizione

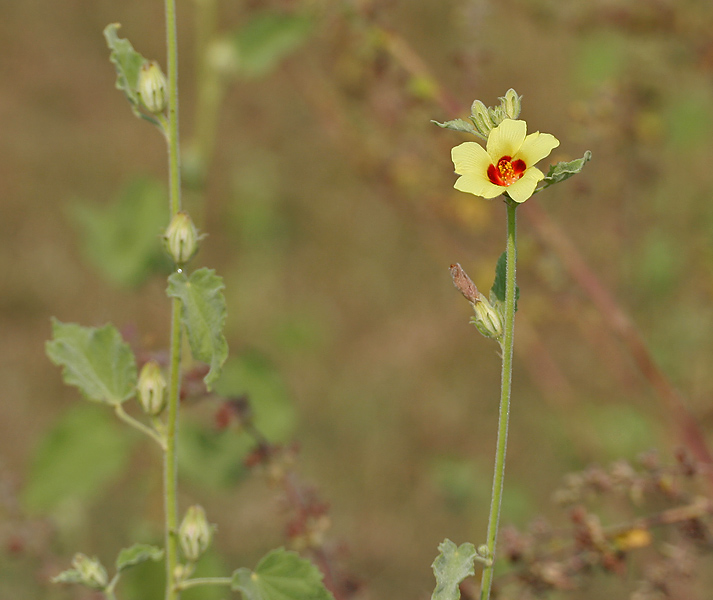

È un arbusto sempreverde di circa 2,5 m di altezza, con una base legnosa. Le foglie sono lobate, quasi rotonde, villose su entrambe le superfici, con piccioli lunghi e margini irregolarmente dentati. I fiori sono solitari, ascellari, di colore giallo con un centro scuro, che diventano di color pesca e arancio con l'età; i petali sono soavemente pelosi all'esterno. Il frutto è una capsula sub-sferoidale di 15 mm di diametro. I semi di 3×2 mm hanno forma di mezza luna, densamente pubescente.

## Distribuzione e habitat
Si trova in luoghi secchi e sabbiosi, spesso in posti di antica coltivazione ed aree perturbate.

## Tassonomia
Hibiscus panduriformis fu descritto da Nicolaas Laurens Burman e pubblicato nel Flora Indica . . . nec non Prodromus Florae Capensis 151, t. 47 f. 2. 1768.

### Sinonimi
- Hibiscus friesii Ulbr. (1915)
- Hibiscus multistipulatus Garcke
- Hibiscus tubulosus Cav. (1787)[4]
- Abelmoschus panduriformis Hassk.
- Hibiscus austrinus Juswara & Craven
- Hibiscus mollis Zipp. ex Span.
- Hibiscus velutinus DC.[5]